# Metopius vandykei
Metopius vandykei là một loài tò vò trong họ Ichneumonidae.